# Lantana (film)
Lantana är en australiensisk film från 2001, regisserad av Ray Lawrence. Filmen är byggd på pjäsen "Speaking in Tongues" av Andrew Bovell, som också skrivit manus till filmen.

## Handling
Psykiatern Valerie Somers (Barbara Hershey) har en homosexuell man som patient. Han klagar över att hans älskare är gift och inte vill bryta upp från sin fru. Valerie har problem i äktenskapet sedan deras barn dött. Plötsligt börjar hon misstänka att mannen pratar om hennes egen man John (Geoffrey Rush). Sent en kväll krockar hon med bilen och den går inte längre att köra. Hon ringer till sin man och ber honom komma och hämta henne, men han bryr sig inte om att svara i telefon. Valerie kommer inte hem igen, och polisen Leon Zat (Anthony LaPaglia) och hans kollega Claudia (Leah Purcell) undersöker försvinnandet. Vad Leon inte vet är att hans egen fru Sonja (Kerry Armstrong) också var doktor Somers patient. Leon är otrogen, och hans fru känner att något är fel.

## Rollista
| Anthony LaPaglia  | – Detektiv Leon Zat     |
| Geoffrey Rush     | – John Knox             |
| Barbara Hershey   | – Dr. Valerie Somers    |
| Kerry Armstrong   | – Sonja Zat             |
| Rachael Blake     | – Jane O'May            |
| Russell Dykstra   | – Michael               |
| Daniela Farinacci | – Paula D'Amato         |
| Peter Phelps      | – Patrick Phelan        |
| Leah Purcell      | – Detektiv Claudia Wiss |
| Glenn Robbins     | – Pete O'May            |
| Manu Bennett      | – Steve Valdez          |
| Melissa Martinez  | – Lisa                  |
| Owen McKenna      | – Gammal man i pyjamas  |
| Nicholas Cooper   | – Sam Zat               |
| Marc Dwyer        | – Dylan Zat             |

## Priser
- 2001 Australian Film Institutet: AFI priser.Pris för bästa manliga huvudroll (LaPaglia), bästa manliga biroll (Colosimo), bästa kvinnliga huvudroll (Kerry Armstrong), bästa kvinnliga biroll (Rachael Blake), regissörspriset, bästa manus och bästa film
- 2001 Australian Cinematographers Society: Award of Distinction till filmens fotograf Mandy Walker.
- 2002 British Independent Film Awards (BIFA): Bästa utländska engelskspråkiga film
- 2003 London Critics Circle Film Awards Årets manusförfattare (Andrew Bovell)

## Kuriosa
Ray Lawrence såg Ingmar Bergmans Scener ur ett äktenskap tio gånger inför inspelningen av Lantana.